# Marosi Arnold
Marosi Arnold, született: Málits Mihály, névváltozatok: Marossi, Málics, Malik (Szilsárkány, 1873. február 9. – Székesfehérvár, 1939. január 22.) római katolikus pap, szerzetes tanár, régész, muzeológus, a pécsi Janus Pannonius Múzeum, majd a Szent István Király Múzeum első igazgatója volt.

## Élete
Málits István haszonbérlő és Szabó Borbála fiaként született. 16 évesen csatlakozott a zirci ciszterci szerzetesekhez, ahol az Arnold egyházi nevet kapta. Málits családi nevét zirci papnövendék korában, 1890-ben változtatotta meg Marossira (a rendeletben Malikként szerepelt). Az 1890-es években a budapesti egyetemen folytatott természettudományi tanulmányokat, többek között földrajz és természetrajz tárgyakban. Valószínűleg már tanárként magyarosított Marosira. Később hitoktatói oklevelet is szerzett. Egész életében autodidakta módon képezte magát. 1897-ben szentelték pappá. 1902-1909 között a pécsi ciszterci főgimnázium tanára.  Bekapcsolódott a pécsi múzeumi élet megszervezésébe is, 1905 és 1909 között az intézmény igazgatója volt.
Fáradhatatlan tudománynépszerűsítő munkássága során népakadémiai előadásokat tartott többek között Az ember őskora, Az ember őstörténete, Az ősember és az ember származása, Az élet kialakulása címekkel. 1910-ben megalapította a „Fejérvármegyei és Székesfehérvári Múzeumi Egyesületet”, és magángyűjtemények, valamint megyei és városi levéltárak átvétele révén létrehozta a Fejérvármegyei és Székesfehérvári Múzeumot, melynek ő lett az első igazgatója. Szervezte a helyi múzeumi életet, toborozta a mecénásokat és hivatali támogatókat. Prohászka Ottokár a kezdetektől támogatta tevékenységét. A Tanácsköztársaság idején elmozdították múzeumvezetői állásából, helyére Rexa Dezső került. Marosi később a múzeumügy mellett országos jelentőségű ünnepségek – például az 1930-as Szent Imre-év vagy az 1938-as Szent István-év – szervezőjeként és számos Fejér vármegyei régészeti lelőhely első feltárójaként vált ismertté.
Az ellenforradalmi keresztény-nemzeti kurzus idején aktívan részt vett különféle radikális jobboldali szerveződések életében: jelen volt az Ébredő Magyarok Egyesülete, a Területvédő Liga gyűlésein, részt vett az amúgy veteránokat tömörítő MOVE (Magyar Országos Véderő Egyesület) tevékenységében, az EX (Etelközi Szövetség) táborozásain és különböző keresztény hivatásrendi szervezetek munkájában is. Rengeteg cikket írt, közülük néhány címe: Faji öntudat, A magyar faj válsága, Nemzetfenntartó tényezők, Törjük le a destruktív sajtót.

## Ideológiája
Marosi 1923-as Átöröklés és nemzetvédelem című könyvében Magyarországon úttörő módon próbálta az akkor már népszerű eugenika eszméit a keresztény kurzus szolgálatába állítani. Összefoglalja kora genetikai, örökléstani ismereteit, majd Francis Galton nyomán kísérli meg elemezni egyes társadalmilag is releváns tulajdonságok genetikai átöröklését. A tehetséget, az erkölcsi érzéket vagy annak hiányát, a "bűnöző hajlam" átöröklését túlnyomórészt genetikai okokkal magyarázta.
Az emberiséget különböző fajokból állónak tekinti, amelyeknek a keveredése nemkívánatos, mert korcsokat eredményez. A nemzetek történetének alakulását biológiai okokra vezeti vissza, mint a szociáldarwinizmus, bár az utóbbit materializmusa miatt elutasította. Az Átöröklés és nemzetvédelem utolsó fejezetének címe Fajegészségtan. Ebben átveszi Alfred Ploetz, az eugenika ismert német kutatójának a "fajhigiéniára" vonatkozó elméletét.
A fentiek jegyében helyteleníti a zsidó és a magyar „faj” keveredését, mert a „káros zsidó karakterjegyek” csak 4-5 nemzedék múltán enyésznek el, de a biológiai regresszió még ezután is lehetséges. Bár bizonyos megértéssel idézi, de keresztényként elveti Hoffman Géza, a radikális eugenikai gondolkodó által felvetett kényszersterilizáció, valamint a szuperhímek és szupernőstények többnejűsége, többférjűsége lehetőségét. Ehelyett a „fajhigiénia” céljait a nevelés és a szexuális felvilágosítás (például Tóth Tihamér:  A tiszta férfiúság című műve) révén javasolja elérni.
Véleménye szerint a népesség genetikai összetételének javítása érdekében különbséget kell tenni a fajfejlődésre nézve káros és hasznos elemek között. Házasságot tehát csak orvosi-hatósági engedéllyel lehessen kötni. A fajhigiéniai szempontból megfelelő párokat ösztönözni kell a minél több gyermek vállalására. Elismeri viszont, hogy a gyenge, beteges szervezetűek néha kivételes tehetséget árulnak el, és ezt túlzott fajhigiéniai megfontolásokból nem szabad veszni hagyni.

## Emlékezete
2011. december 14-én Székesfehérvárott emléktáblát avattak tiszteletére Cser-Palkovics András polgármester, Vargha Tamás, a megyei közgyűlés elnöke és Dékány Árpád Sixtus zirci főapát jelenlétében. A domborművet Nagy Benedek szobrászművész készítette.
Nevét utca és múzeumi alapítvány is viseli. A Fejér megyei közgyűlés 2008-ban emlékezetére örökségvédelmi díjat alapított.

## Művei
- 1908 A pécsi múzeum népvándorláskori leletei. Pécs Szabad Királyi Város Majorossy Imre Múzeumának Értesítője 1908, 99-113.
- 1908 Újabb leletek a korai középkorból a Pécsi Városi Múzeumban. Múzeumi és Könyvtári Értesítő II, 42-47.
- 1909 Ásatás a pécsi népvándorláskori sírmezőn. MKÉ III, 103-111.
- 1931 A múzeum ásatása Előszálláson. Székesfehérvári Szemle I/ 10-12, 13-15.
- 1932 Avar temető Sukorón. SzSz II, 63-64.
- 1934 Ásatás Előszállás-Bajcsihegyen. SzSz IV, 44-45.
- 1935 Kutatás Iszkaszentgyörgyön. SzSz V, 38-41.
- 1936 Dunapentelei avar sírleletek. Arch. Hung. XVIII. (tsz. Fettich Nándor)
- 1937 Fejérmegyei avar leletek keresztény kapcsolatai. SzSz VII, 25-26.
- 1938 A vajtai avar leletek. SzSz VIII, 86-87.
- 1938 A vértesacsai avar sírleletek. SzSz VIII, 38-40.